# Val d’Europe Agglomération
Die Val d’Europe Agglomération ist ein französischer Gemeindeverband mit der Rechtsform einer Communauté d’agglomération im Département Seine-et-Marne in der Region Île-de-France. Sie wurde am 8. Juli 1987 gegründet und umfasst zehn Gemeinden (Stand: 1. Januar 2020). Der Verwaltungssitz befindet sich in der Gemeinde Chessy.

## Historische Entwicklung
Mit Wirkung vom 1. Januar 2018 verließen die Gemeinden Villeneuve-le-Comte und Villeneuve-Saint-Denis die Communauté de communes Val Briard und schlossen sich dem hiesigen Verband an.
Am 1. Januar 2020 verließen die Gemeinden Esbly, Montry und Saint-Germain-sur-Morin die Communauté de communes Pays Créçois und schlossen sich diesem Gemeindeverband an.

## Mitgliedsgemeinden
| Gemeinde                   | Einwohner 1. Januar 2022 | Fläche km² | Dichte Einw./km² | Code INSEE | Postleitzahl |
| -------------------------- | ------------------------ | ---------- | ---------------- | ---------- | ------------ |
| Bailly-Romainvilliers      | 7.049                    | 8,01       | 880              | 77018      | 77700        |
| Chessy                     | 7.242                    | 5,74       | 1.262            | 77111      | 77700        |
| Coupvray                   | 3.008                    | 8,09       | 372              | 77132      | 77700        |
| Esbly                      | 6.237                    | 3,12       | 1.999            | 77171      | 77450        |
| Magny-le-Hongre            | 9.058                    | 4,66       | 1.944            | 77268      | 77700        |
| Montry                     | 3.872                    | 2,86       | 1.354            | 77315      | 77450        |
| Saint-Germain-sur-Morin    | 3.892                    | 4,81       | 809              | 77413      | 77860        |
| Serris                     | 9.988                    | 5,65       | 1.768            | 77449      | 77700        |
| Villeneuve-le-Comte        | 1.869                    | 19,09      | 98               | 77508      | 77174        |
| Villeneuve-Saint-Denis     | 1.383                    | 7,40       | 187              | 77510      | 77174        |
| Val d’Europe Agglomération | 53.598                   | 69,43      | 772              | –          | –            |